# Métallurgie dans l'Amérique précolombienne

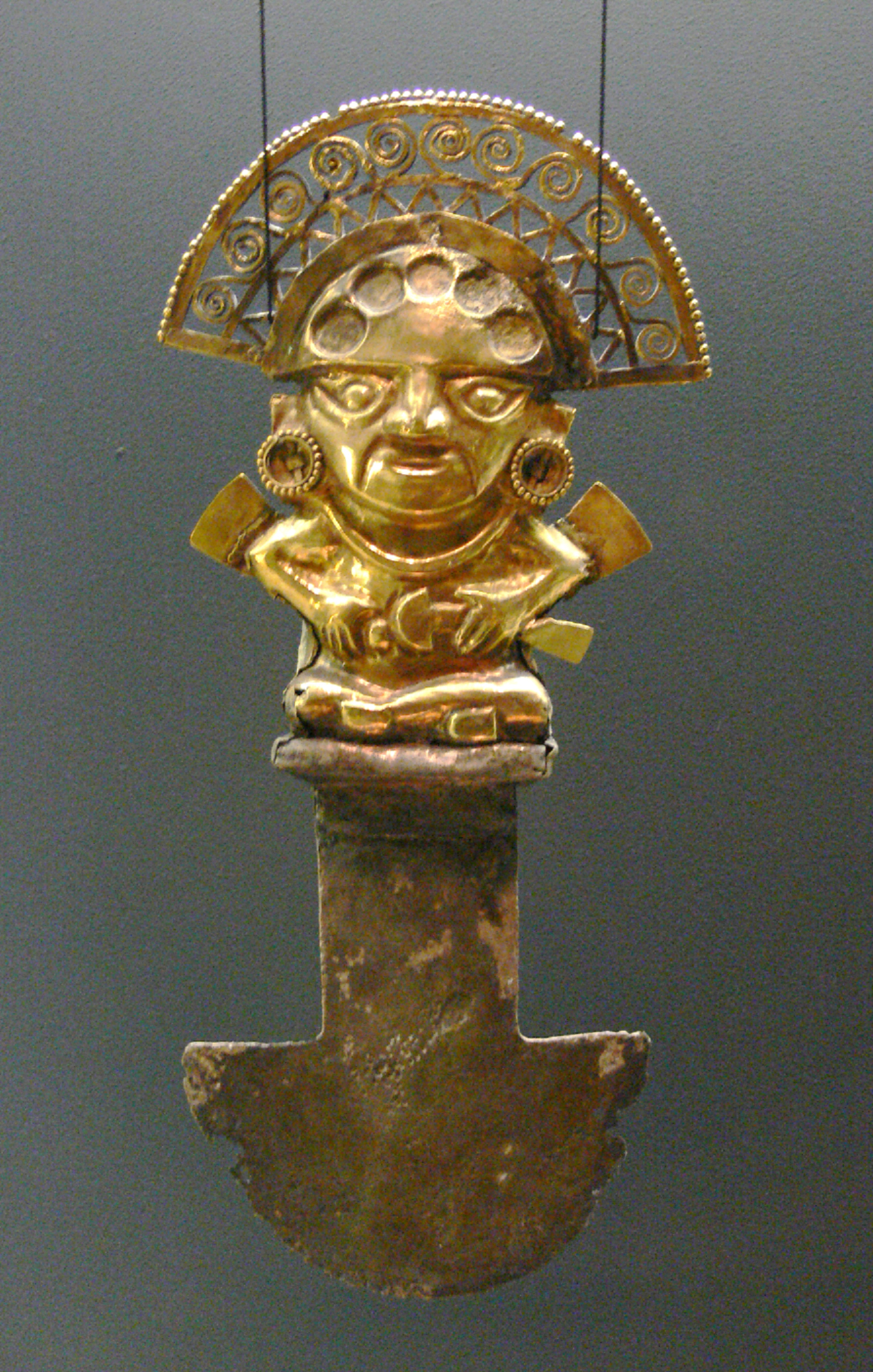
Tumi lambayeque, ou poignard cérémonial, Pérou, 850–1500

La métallurgie dans l'Amérique précolombienne désigne l'extraction et la purification de métaux, la création d'alliages métalliques et la fabrication d'outils en métal en Amérique longtemps avant le premier voyage de Christophe Colomb en 1492.
Les Amérindiens ont utilisé des métaux disponibles à l'état natif dans les temps anciens : en 2008 des objets en or datant d'il y a environ 4 000 ans ont été retrouvés dans les Andes ; dans l'est de l'Amérique du Nord on a retrouvé des objets en cuivre datant d'il y a un peu plus de 5 000 ans.
En Amérique du Nord, le cuivre et le fer pouvaient parfois être trouvés à l'état natif sans nécessiter l'utilisation de bas fourneaux pour en enlever les impuretés ; la matière première était ensuite mise en forme par martelage, à chaud ou à froid selon les cas, mais toujours sous la forme de métal pur et jamais sous forme d'alliage. À ce jour "personne n'a pu apporter la preuve d'une pratique de la fusion de métaux, de l'utilisation de bas-fourneaux ou de fonte dans l'est de l'Amérique du Nord à l'époque précolombienne". La seule exception venant des Vikings qui ont brièvement abordé le Vinland vers l'an 1000 et qui ont pu être amenés à travailler le fer sur place.
En Amérique du Sud la situation est toute autre. Les Amérindiens y ont en effet développé une métallurgie complète, capable de travailler à partir de minerai et non pas seulement à partir de métal pur, et utilisant des alliages métalliques à dessein.
Concernant les métaux utilisés, on constate une prépondérance du cuivre (seul métal utilisé dans la majeure partie de l'Amérique du Nord) et de l'or, et dans une moindre mesure d'argent et d'étain. Il est à noter que les Amérindiens ont utilisé localement du platine, inconnu des Européens jusqu'à l'arrivée des Espagnols, mais qu'à de très rares exceptions. Cependant ils n'ont jamais travaillé le fer.

## En Amérique du Nord

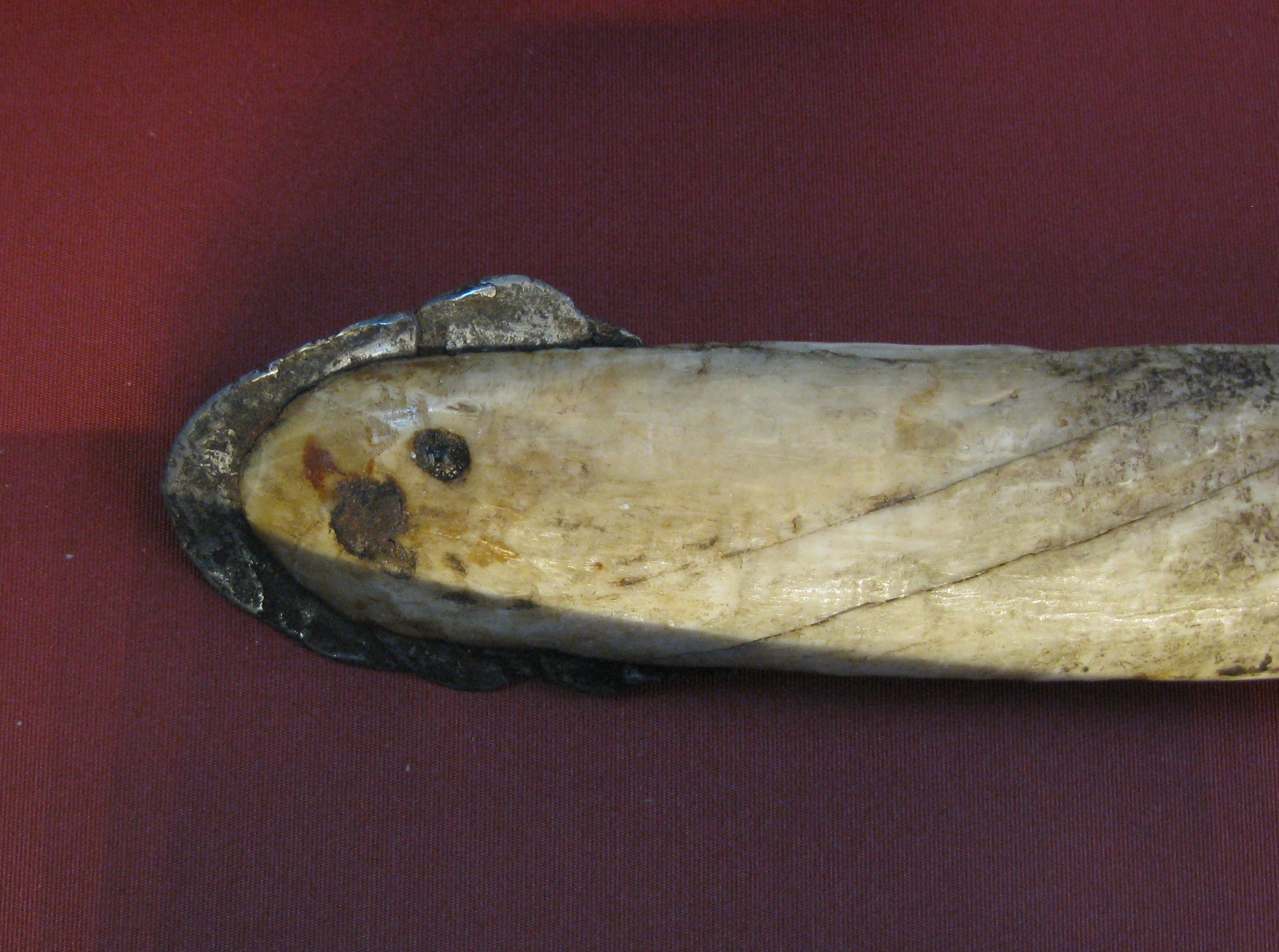
Une lance fabriquée avec une défense de narval et une pointe en fer météorique de la météorite du cap York.

Il n'existe à ce jour aucune preuve archéologique attestant d'une technologie de fusion des métaux ou d'alliages métalliques par les Amérindiens vivant au nord du Rio Grande ; cependant ils ont largement utilisé des métaux présents à l'état natif pour lesquels les diverses techniques de métallurgie n'auraient apporté qu'une faible plus-value.

### Dans l'Arctique
Bien que ne disposant pas d'assez de combustible pour chauffer du minerai à des températures élevées, certains peuples des régions polaires ont pu faire usage de métal, pour peu qu'ils aient disposé de gisements de métal natif et non pas seulement de minerai. Ainsi plusieurs régions situées au nord de la limite des arbres ont vu sur leur sol l'exploitation de fer ou de cuivre.

#### Groenland
Les Inuits du Groenland avaient à leur disposition deux sources de fer natif : le fer météorique de la météorite du cap York et le fer tellurique de la baie de Disko. Très rare à la surface de la terre, on compte environ deux chutes de météorite de fer par décennie et un seul gisement important de fer tellurique au monde, le fer natif est le seul à pouvoir être travaillé dans un environnement au climat polaire. En effet les Inuits n'auraient pas pu chauffer suffisamment les minerais de fer pour en enlever les impuretés.
Les Inuits ont ainsi pu fabriquer de nombreux objets de petite taille en fer, comme des pointes de harpons ou des ulus, et ce pendant près de 1 000 ans. Toute une chaîne de production était organisée pour permettre la confection d'outils ; ainsi dans le cas de la météorite du Cap York il a fallu collecter tous les petits fragments de fer éparpillés sur le sol dans un rayon de plusieurs kilomètres (seuls les morceaux d'au plus une dizaine de grammes pouvaient être martelés à froid) mais aussi acheminer sur une cinquantaine de kilomètres des roches suffisamment lourdes et dures pour pouvoir travailler le métal.
Les peuples arctiques ont également beaucoup troqué ces outils métalliques, dont on a retrouvé des exemplaires jusque sur l'île d'Ellesmere soit à 2 400 kilomètres de leur lieu de production. L'archéologue canadien Robert McGhee a d'ailleurs émis une théorie selon laquelle les Inuits auraient immigré au Groenland il y a environ 700 ans (à une époque où l'île n'était peuplée que par les Vikings et les Dorsetiens) pour pouvoir exploiter le fer groenlandais et en faire le commerce avec les autres peuples arctiques.

#### Arctique canadien
Les Inuits vivant dans la région du golfe du Couronnement, au nord du Canada, étaient appelés Inuits du cuivre en raison de leur utilisation du cuivre natif qu'ils trouvaient dans les environs de la rivière Coppermine. Ceux-ci ont ainsi pu fabriquer la plupart de leurs outils (pointes de flèches, de harpons, ulus) avec du cuivre ; tout comme les Inuits du Groenland ont pu fabriquer de nombreux objets en fer. Un réseau commercial a ainsi pu être mis en place sur les rives de l'océan Arctique et le cuivre y était l'une des marchandises échangées bien que ce ne fut pas la seule, la principale ayant été les récipients en stéatite.

### Terre-Neuve
En 2016 des fouilles archéologiques à Terre-Neuve ont révélé sur le site de Pointe Rosée des traces de collecte de minerai de fer présent sous certaines conditions dans des eaux stagnantes. C'est la preuve qu'une métallurgie du fer y a été pratiquée. Ce site est très vraisemblablement d'origine viking, tout comme l'Anse aux Meadows qui se trouve également sur l'île de Terre-Neuve, ceux-ci ayant brièvement exploré l'Amérique du Nord aux alentours de l'an 1000.

### Région des Grands Lacs

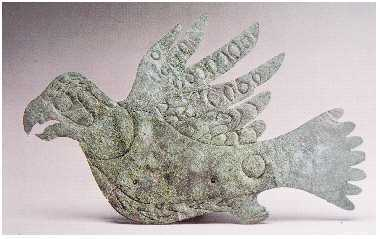
faucon en cuivre hopewell, entre -200 et 1, Ohio

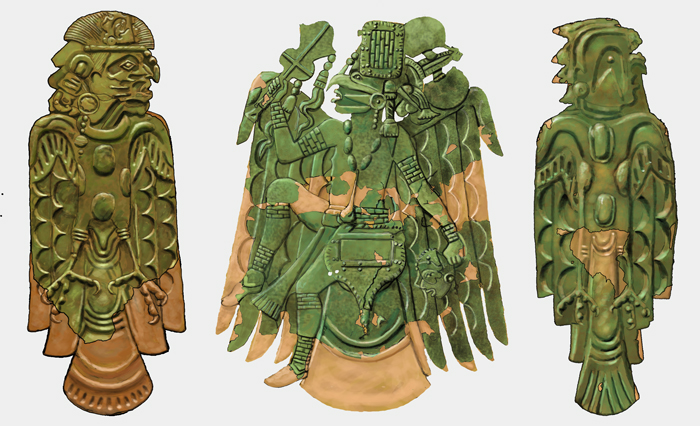
Objets en cuivre, Spiro Mounds

La dernière période glaciaire a eu pour conséquence de fracturer des roches riches en cuivre natif. Lorsque les glaciers se retirèrent le métal devint exploitable. Le cuivre a été façonné par martelage à froid dès la période archaïque des Amériques dans la région des Grands Lacs ; on a par exemple retrouvé des pointes de javelot en cuivre natif datant du IVe millénaire av. J.-C.. On a aussi des traces d'une activité d'exploitation minière de filons de cuivre, mais dont la datation ne fait pas consensus chez les archéologues.
Le fait que l'on ait retrouvé dans les régions boisées de l'est du continent des objets fabriqués aux environs des Grands Lacs tend à indiquer l'existence de réseaux commerciaux étendus dès environ 1000 av. J.-C. On observe progressivement une utilisation croissante du cuivre pour fabriquer des bijoux plutôt que des outils ; ce que l'on interprète comme la transition vers une société plus hiérarchisée.
La théorie selon laquelle les Grands Lacs auraient été la seule et unique source de cuivre et d'outils en cuivre et ce sans grande évolution pendant près de 6 000 ans est depuis peu remise en question. En effet il semblerait que d'autres gisements, certes moins importants, aient été à disposition des anciens Amérindiens,, notamment dans les chefferies du Mississippi.

## En Mésoamérique

### Au Mexique

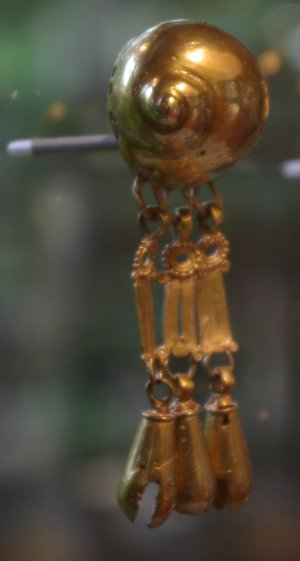
Pendentif mixtec en or représentant une coquille d'escargot, 900—1520 apr. J.-C.

La métallurgie n'est apparue en Mésoamérique que vers 800 apr. J.-C., vraisemblablement dans l'ouest du Mexique. Comme en Amérique du Sud, les objets fabriqués étaient surtout destinés aux élites ; la couleur du métal tout comme ses qualités acoustiques ont en premier attiré l'intérêt des individus, suscitant ainsi l'adoption de son usage,.
Il semblerait que les échanges de biens et d'idées avec les peuples habitant les territoires correspondant aux actuels Équateur et Colombie (vraisemblablement via des routes maritimes) ont très tôt alimenté l'intérêt des populations habitant plus au nord. On trouve ainsi des objets similaires dans l'ouest du Mexique et dans ces régions (des anneaux en cuivre, des aiguilles ou encore de petites pinces), ceux-ci sont fabriqués selon le même mode opératoire, et ont été retrouvés sur des sites archéologiques semblables en Équateur et au Mexique. On a en outre exhumé de nombreuses cloches qui étaient fabriquées par la méthode de la cire perdue, tout comme celles que l'on a trouvées en Colombie. Pendant toute cette période le cuivre a été utilisé de manière presque exclusive.
Par la suite la région du Mexique a reçu l'influence plus australe des Incas (qui commençaient à développer un réseau commercial maritime sur de longues distances), entamant vers 1200 une nouvelle période s'étendant jusqu'à la conquête espagnole et qui vit l'utilisation de différents alliages de cuivre afin de mieux répondre aux différents usages du métal qui ne nécessitaient pas tous les mêmes propriétés mécaniques (certaines cloches étaient par exemple faites de bronze ayant une très forte teneur en étain ce qui leur donnait une couleur dorée mais au détriment de la solidité).
Si les premiers objets métalliques trouvés en Mésoamérique ont été importés d'Amérique du Sud, tout comme par la suite les techniques de travail du métal, il est à noter que les minerais ont eux toujours été produits dans l'ouest du Mexique sans être importés. Et même après que la métallurgie a essaimé dans l'Est et dans le Sud du Mexique, les gisements de l'ouest constituaient encore la principale source de métal. Certains objets retrouvés dans le Sud de la Mésoamérique sont cependant différents de ceux du Nord de par leur technique de fabrication ; il est donc possible que la métallurgie y ait été inventée indépendamment.

### Au Panama et au Costa Rica
À partir d'environ 300 apr. J.-C. des peuples originaires des actuels Panama et Costa Rica ont fabriqué des objets en or, en cuivre et en tumbaga. On a retrouvé de nombreuses sculptures dans ces matériaux, probablement destinées aux élites.

## En Amérique du Sud
Il semble que le travail du métal en Amérique du Sud ait émergé dans une région à cheval sur les actuels Pérou, Bolivie, Chili et Argentine ; le cuivre et l'or étaient martelés pour former des objets aux formes complexes, principalement à des fins esthétiques,. De récentes fouilles ont permis de faire remonter les premiers objets en or à environ 2100 av. J.-C., et les plus vieux objets en cuivre à une période comprise entre environ -1430 et -1100. Ceux-ci ont été produits par une société connaissant de nombreux changements d'ordre social ou économique, mais qui était encore largement nomade et ne produisant pas d'excédent alimentaire. Cela contraste avec la représentation courante de la métallurgie comme ne pouvant émerger que dans une société produisant suffisamment de surplus pour nourrir une élite. Plutôt que le fruit d'une société hiérarchisée, l'or s'inscrirait dans le processus même de développement des sociétés amérindiennes. On trouve des objets de ce type sur les sites archéologiques issus entre autres de la culture Chavín et ils se seraient répandus le long des Andes il y a un peu moins de 3 000 ans.
Contrairement aux autres traditions métallurgiques que l'on retrouve à travers le monde, les métaux sud-américains furent jusqu'à l'avènement de la civilisation inca utilisés préférentiellement pour fabriquer des objets précieux indicateurs d'un statut social élevé plutôt que pour faire des armes ou des ustensiles courants. Il y a environ 2 500 ans on note une maîtrise technique impressionnante des objets en or produits dans les Andes : les orfèvres étant capables de souder ensemble des pièces métalliques distinctes. C'est aussi à cette époque qu'on commence à utiliser l'électrum.
La métallurgie semble avoir émergé simultanément dans deux régions différentes dans la zone frontalière entre le Pérou et l'Équateur, où les Amérindiens ont même travaillé le platine bien avant sa découverte par les Européens ; et plus au sud sur l'Altiplano où l'on a retrouvé des scories indiquant l'existence d'une technique de fusion des sulfures de cuivre datant de près de 2 500 ans,, le minerai en lui-même étant sans doute originaire du sud de la frontière entre la Bolivie et le Chili. Les traces d'une métallurgie basée sur la fusion complète des métaux n'apparaissent cependant qu'avec la culture Moche (côte nord du Pérou, sur une période comprise entre 200 et 600 apr. J.-C.).[réf. nécessaire]
Les minerais étaient extraits au pied des Andes, mais on ignore si cette extraction était effectuée par des esclaves ou par des travailleurs spécialisés. Ces minerais étaient ensuite vraisemblablement fondus directement dans les environs des mines avant que les lingots qui en résultent soient envoyés dans les villes pour être mis en forme dans des ateliers spécialisés, ateliers qui se trouvaient dans les quartiers administratifs des villes ce qui montre la valeur qu'ils revêtaient aux yeux des Amérindiens.[réf. nécessaire] Les techniques utilisées pour le travail du métal ont pu être retrouvées grâce à l'étude de tessons de poterie représentant les divers procédés mis en œuvre. La fonte des métaux s'opérait dans des fourneaux en briques équipés de trois soufflets, et qui permettaient d'atteindre de hautes températures.
La métallurgie a ensuite essaimé vers le nord en Colombie puis au Panama et au Costa Rica, atteignant finalement le Guatemala et le Belize vers 800 apr. J.-C.

## Source
- (en) Cet article est partiellement ou en totalité issu de l’article de Wikipédia en anglais intitulé « Metallurgy in pre-Columbian America » (voir la liste des auteurs).